# Калвода, Алоис
Алоис Калвода (чеш. Alois Kalvoda; 15 мая 1875[…], Шлапанице[…] — 25 июня 1934[…], Бегаржов, Клатови, Чехия или Бегаржов) — чешский художник-импрессионист, график, пейзажист, писатель, искусствовед и педагог.

## Биография
Калвода родился в Шлапанице в 1875 году. Родился в бедной многодетной семье. Был восьмым из десяти детей. Обучался в гимназии в Брно, затем в 1892—1897 — в пражской Академии изящных искусств под руководством Юлиуса Маржака.
В 1900 талантливый выпускник академии получил стипендию, которая позволила ему отправиться в Париж, откуда в 1901 переехал в Мюнхен.
Во время пребывания в Баварии познакомился с современными тенденциями в живописи. Вернувшись из-за границы, открыл художественную школу в Праге, воспитал ряд чешских художников, среди которых — Йозеф Вахал и Мартин Бенка.
В 1907 году Калвода был одним из членов-учредителей Ассоциации моравских художников.
В 1923—1927 руководил частной школой живописи в замке Běhařov.
Сначала он женился на Анне Фастровой (1905–1929), а затем на Божене Пелоушковой (с 1933).
Алоис Калвода умер в Бегаржове в 1934 году. Похоронен на кладбище г. Шлапанице, где в 1998 году на его могиле был установлен памятник.

## Творчество
А. Калвода вместе с Антонином Славичеком и Антонином Гудечеком, принадлежит к числу ведущих чешских художников-пейзажистов начала XX столетия. Мастер светотени. Его картины написаны красочно и ярко. Типичными мотивами полотен Калводы были луга и деревья, особенно, берёзы, раскиданные на склонах.
Его стиль, изначально сформировавшийся под влияние Ю. Маржака, находился в русле реалистических традиций, со временем художник увлёкся модерном и символизмом. С 1907 почти все его работы выполнены в духе французского импрессионизма .
Впервые выставил свои работы в Праге в 1901 году, в 1902 экспонировался на выставке Союза изобразительных искусств им. Маржака. Всего организовал около двадцати персональных выставок на родине, а также в Вене, Берлине, Варшаве, Риме, Париже, Сент-Луисе и Питтсбурге . В 1936 состоялась посмертная выставка в Праге, на которой экспонировалось 110 работ художника.
В 1932 издал книгу воспоминаний.

## Память
В 2005 году Почта Чехии выпустила почтовую марку, с изображением одной из ранних картин Калводы, находящихся ныне в Моравской галерее в Брно.

## Галерея

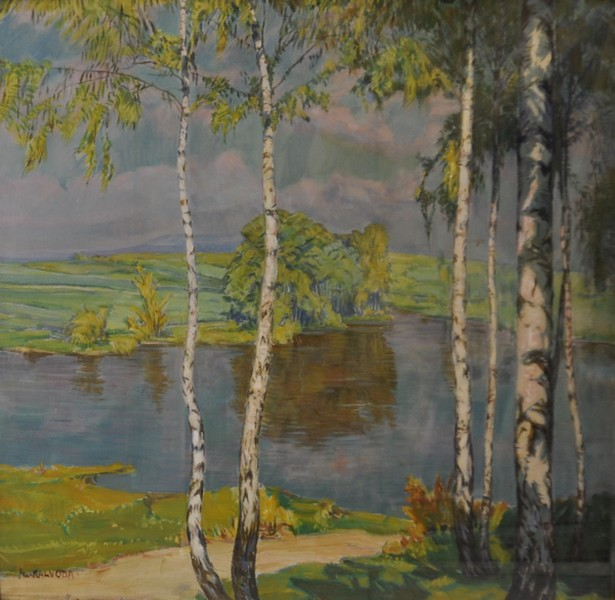
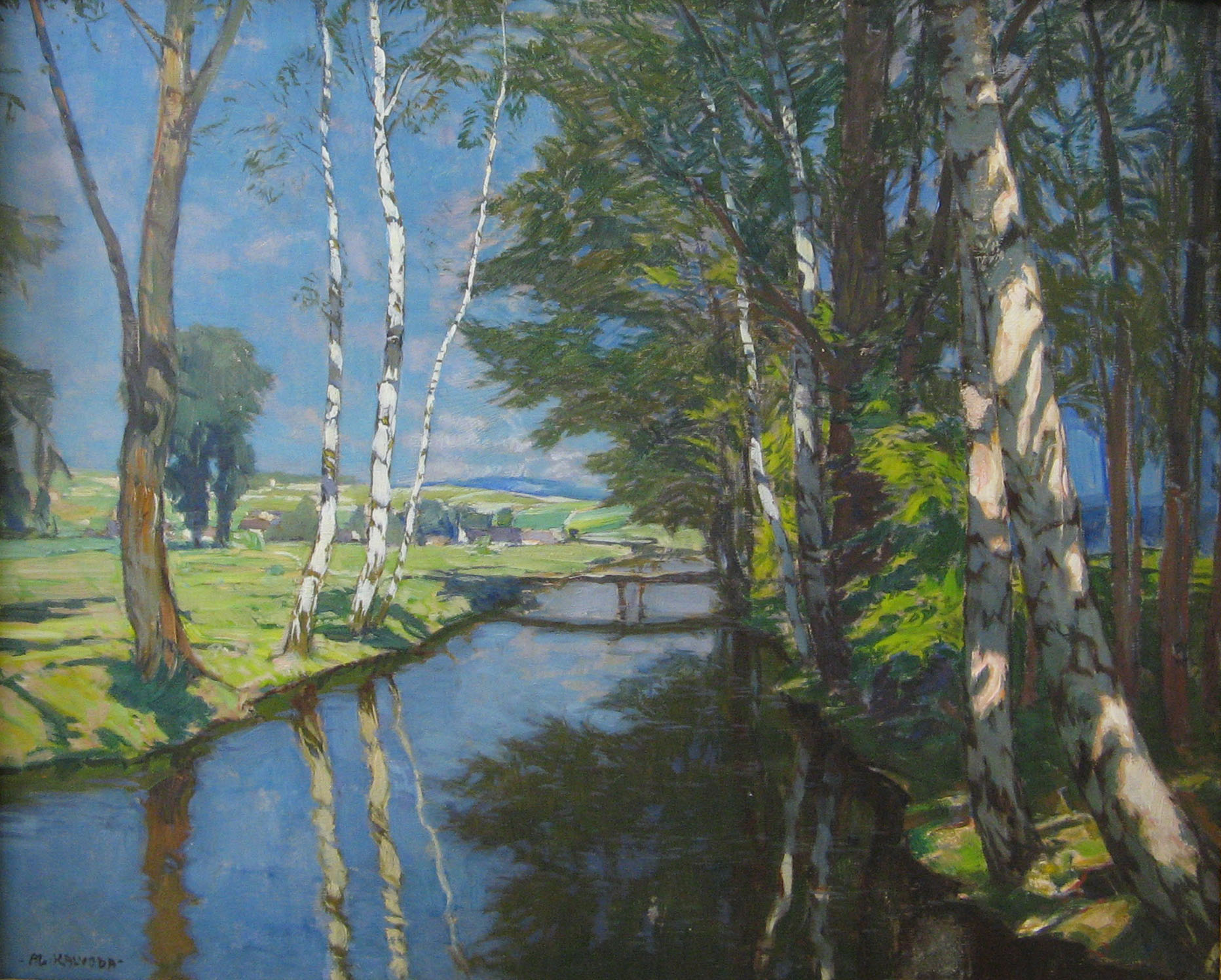
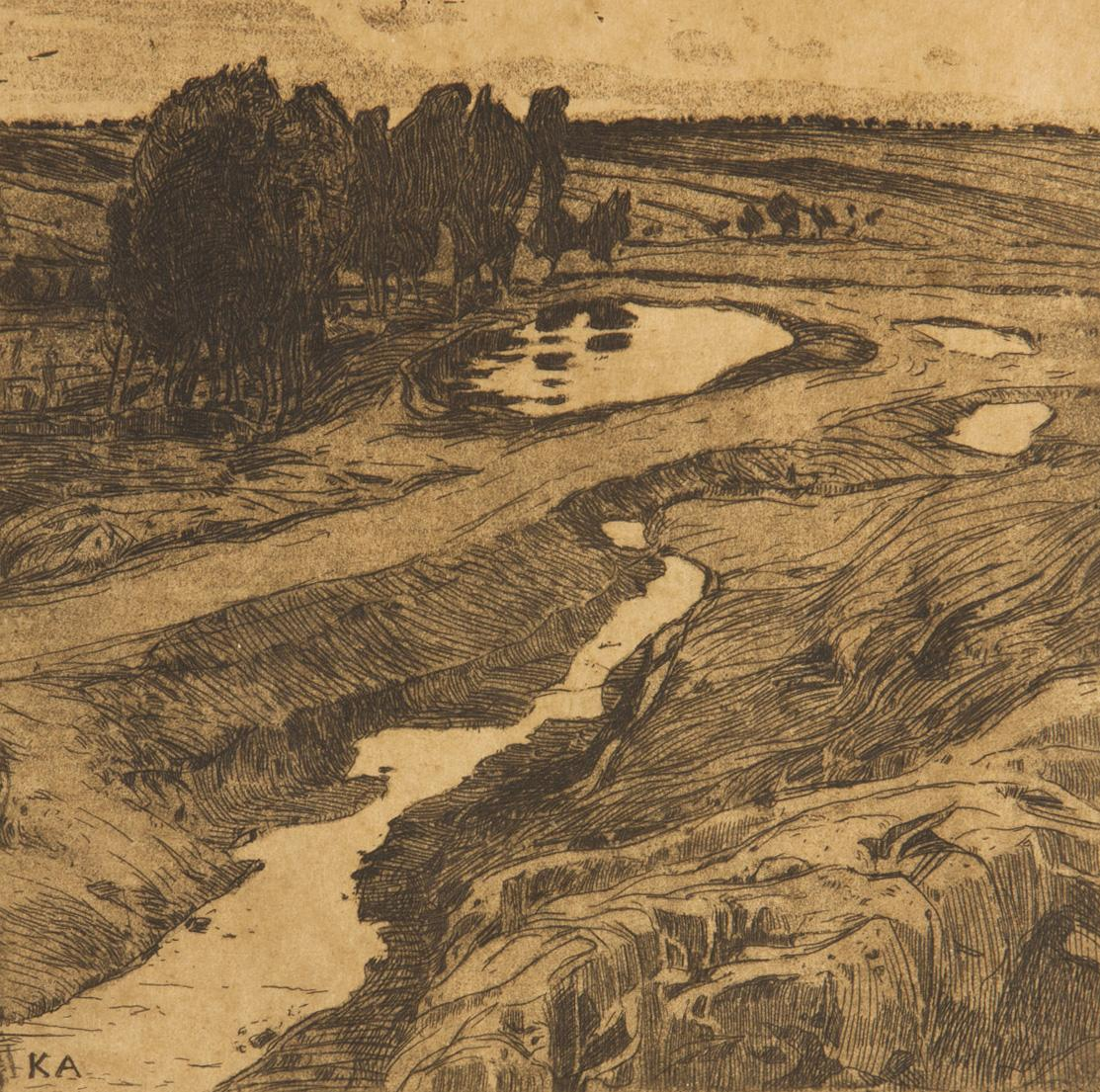
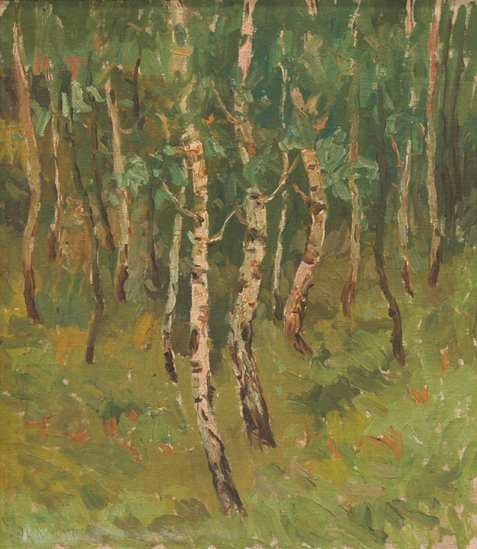
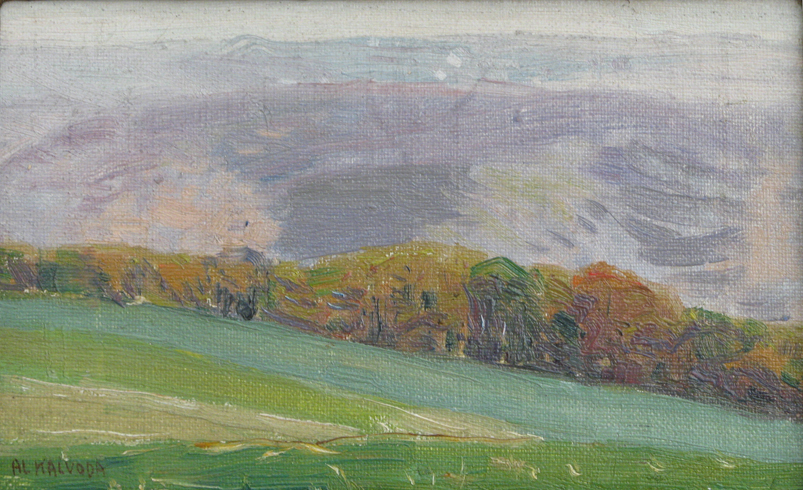